# Handbuch der historischen Stätten
Le Handbuch der historischen Stätten est un ouvrage de référence complet sur l'histoire régionale, publié en plusieurs volumes dans le cadre de Kröners Taschenausgabe par Alfred Kröner Verlag à Stuttgart, qui rend accessibles les sites historiques d'Allemagne et des pays limitrophes de l'Allemagne. Le contenu comprend des descriptions de villes, de villages, de monastères, de manoirs et d'autres sites d'importance historique.

## Manuel des sites historiques d'Allemagne
Alfred Kröner Verlag donne initialement à la série le titre "Manuel des sites historiques d'Allemagne". Douze volumes sont publiés sous ce titre à partir de 1958, dont sept couvrent le territoire de ce qui était alors la République fédérale d'Allemagne (Bavière en deux demi-volumes) et cinq le territoire de ce qui était alors la RDA et Berlin (ce dernier - à cette époque déjà - essentiellement structuré comme les cinq nouveaux États ultérieurs).

## Manuel des lieux historiques
Afin d'élargir la série et également de pouvoir présenter les territoires orientaux du Reich allemand perdus après 1945, les zones de peuplement allemandes d'Europe centrale orientale (Bohême et Moravie, Transylvanie, Schleswig du Nord) ainsi que l'Autriche, le Tyrol du Sud, Suisse et Liechtenstein, d'autres volumes sont publiés à partir de 1966 sous le titre de "Handbuch der historischen Stätten" (Manuel des sites historiques), en commençant par le volume consacré à la Prusse-Orientale et Occidentale. La numérotation des volumes est abandonnée à cet effet.

## Révision
La plupart des volumes des deux séries sont révisés plusieurs fois au fil des décennies. Les points de vue qui ont été traités de manière plutôt marginale dans les volumes de la première génération sont intégrés, par exemple l'industrialisation, l'époque du national-socialisme et le changement structurel. En 2006, par exemple, un nouveau volume pour la Rhénanie du Nord-Westphalie, en préparation depuis 2000, est publié par l'Association régionale de Rhénanie (de), l'Association régionale de Westphalie-Lippe (de) et l'Institut d'histoire urbaine comparée (de) de l'Université de Münster. La quatrième édition du Handbuch pour la Bavière est également publiée en deux parties en 2006.

## Volumes publiés
Handbuch der historischen Stätten Deutschlands . Kroner, Stuttgart 1958ff.
- tome 1 Olaf Klose (de) (éd.) : Schleswig-Holstein et Hambourg (= Kröners Taschenausgabe (de) . vol. 271). 3e édition révisée. 313 pages. 1976  (ISBN 3-520-27103-6) .
- tome 2 Kurt Bruning (éd.) : Basse-Saxe et Brême (= édition de poche de Kröner. vol. 272). 5e édition révisée. 608 pages. 1986  (ISBN 3-520-27205-9) .
- tome 3 Manfred Groten (de), Peter Johanek (de), Wilfried Reininghaus, Margret Wensky (dir.) : Rhénanie du Nord-Westphalie (= édition de poche de Kröner. Tome 273). 3e édition entièrement révisée. 1 256 pages. 2006  (ISBN 3-520-27303-9) .
- tome 4 Georg Wilhelm Sante (de) (éd.) : Hesse (= édition de poche de Kröner. Tome 274). 3e édition révisée. 540 pages. 1976  (ISBN 3-520-27403-5) .
- tome 5 Ludwig Petry (éd.) : Rhénanie-Palatinat et Sarre (= édition de poche de Kröner. vol. 275). 3e édition révisée. 523 pages. 1988  (ISBN 3-520-27503-1) .
- tome 6 Max Miller (de), Gerhard Taddey (éd.) : Bade-Wurtemberg (= édition de poche de Kröner. vol. 276). 2e édition revue et augmentée. 1 029 pages. 1980  (ISBN 3-520-27602-X) .
- Tome 7, 1. Hans-Michael Körner, Alois Schmid (éd.) : Bavière. Tome 1 : Vieille Bavière et Souabe (= édition de poche de Kröner. Tome 324). 4e édition entièrement réécrite. 956 pages. 2006  (ISBN 3-520-32401-6) .
- Tome 7, 2. Hans-Michael Körner, Alois Schmid (éd.) : Bavière. Tome 2 : Franconie (= édition de poche de Kröner. vol. 325). 4e édition entièrement réécrite. 651 pages. 2006  (ISBN 3-520-32501-2) .
- tome 8 Walter Schlesinger (de) (éd.) : Saxe (= édition de poche de Kröner. Tome 312). Réimpression inchangée du 1. Édition 1965. 445 pages. 1990  (ISBN 3-520-31201-8) .
- tome 9 Hans Patze (de) (éd.) : Thuringe (= édition de poche Kröners. Tome 313). 2e édition revue et complétée. 592 pages. 1989  (ISBN 3-520-31302-2) .
- tome 10 Gerd Heinrich (éd.) : Berlin et Brandebourg. Avec Neumark et Grenzmark Posen-West Prussia (= édition de poche Kröners. Tome 311). 3e édition revue et complétée. 1995  (ISBN 3-520-31103-8) .
- tome 11 Berent Schwineköper (de) (éd.) : Province de Saxe-Anhalt (= édition de poche de Kröner. Tome 314). 2e édition revue et complétée. 644 pages. 1987  (ISBN 3-520-31402-9) .
- tome 12 Helge Bei der Wieden (de), Roderich Schmidt (éd.) : Mecklembourg, Poméranie (= édition de poche de Kröner. Tome 315). 385 pages, 1996  (ISBN 3-520-31501-7) .

Handbuch der historischen Stätten . Kroner, Stuttgart 1966ff.
- Hugo Weczerka (éd.) : Silésie (= édition de poche de Kröner. Tome 316). 2e édition revue et augmentée. 738 pages. 2003  (ISBN 3-520-31602-1) .
- Erich Weise (éd.) : Prusse-Orientale et Occidentale (= édition de poche Kröners. Tome 317). Réimpression inchangée du 1. Édition 1966. 1981  (ISBN 3-520-31701-X) .
- Joachim Bahlcke, Winfried Eberhard, Miloslav Polívka (eds.) : Bohême et Moravie (= édition de poche Kröners. vol. 329). 889 pages. 1998  (ISBN 3-520-32901-8) .
- Harald Roth (éd.) : Transylvanie (= édition de poche de Kröner. Tome 330). 309pages. 2003  (ISBN 3-520-33001-6) .
- Karl Lechner (éd.) : Autriche. Tome 1 : Pays danubiens et Burgenland (= édition de poche de Kröner. vol. 278). réimpression du 1. Édition 1970. 1985  (ISBN 3-520-27801-4) .
- Hanns Bachmann, Karl Heinz Burmeister (de), Franz Huter (de) (eds.): Autriche. Tome 2 : Pays alpins avec le Tyrol du Sud (= édition de poche de Kröner. vol. 279). 2e édition révisée. 752 pages. 1978  (ISBN 3-520-27902-9) .
- Volker Reinhardt (de) (éd.) : Suisse et Liechtenstein (= édition de poche de Kröner. vol. 280). 798 pages. 1996  (ISBN 3-520-28001-9) .
- Olaf Klose (de) : Danemark (= édition de poche de Kröner. Tome 327). 257 pages. 1982  (ISBN 3-520-32701-5) .